# Priscilla (film)
Priscilla – amerykański dramat biograficzny z 2023 roku w reżyserii Sofii Coppoli. Scenariusz powstał na podstawie książki Elvis i ja z 1985 roku autorstwa Priscilli Presley i Sandry Harmon. Zdjęcia rozpoczęły się 24 października 2022 roku w Toronto i zakończyły na początku grudnia tego samego roku.
Premiera filmu odbyła się 4 września 2023 roku w konkursie głównym podczas 80. MFF w Wenecji, gdzie rola Cailee Spaeny wyróżniona została Pucharem Volpiego dla najlepszej aktorki.

## Obsada
- Cailee Spaeny jako Priscilla Presley
- Jacob Elordi jako Elvis Presley
- Dagmara Domińczyk jako Ann Beaulieu
- Raine Monroe Boland jako Lisa Marie Presley w wieku 3 lat
- Emily Mitchell jako Lisa Marie Presley w wieku 5 lat
- Rodrigo Fernandez-Stoll jako Alan
- Luke Humphrey jako Terry West
- Dan Beirne jako Joe Esposito
- Olivia Barrett jako Alberta
- Dan Abramovici jako Jerry Schilling
- R Austin Ball jako Larry Geller
- Evan Annisette jako Mike Stone

## Nagrody i nominacje
Nagrody Gotham 2023
- Najlepsza rola pierwszoplanowa – Cailee Spaeny (nominacja)[4]

80. MFF w Wenecji
- Puchar Volpiego – Cailee Spaeny (wygrana)[5]
- Złoty Lew – Sofia Coppola (nominacja)[6]